# Flecha Valona 2025
La 89.ª edición de la clásica ciclista Flecha Valona fue una carrera en Bélgica que se celebró el 23 de abril de 2025 sobre un recorrido de 205.1 kilómetros con inicio en el municipio de Ciney y final en el Muro de Huy.
La prueba formó parte del UCI WorldTour 2025, calendario ciclístico de máximo nivel mundial, y fue la decimoctava carrera de dicho circuito. El vencedor final fue el esloveno Tadej Pogačar del UAE Emirates XRG, quien estuvo acompañado en el podio por el francés Kévin Vauquelin del Arkéa-B&B Hotels y el británico Thomas Pidcock del Q36.5, segundo y tercer clasificado respectivamente.

## Equipos participantes
Tomaron parte en la carrera 25 equipos: los 18 de categoría UCI WorldTeam y 7 de categoría UCI ProTeam. Formaron así un pelotón de 175 ciclistas de los cuales finalizaron 107. Los equipos participantes fueron:
| WorldTeams (18)- Alpecin-Deceuninck - Arkéa-B&B Hotels - Bahrain-Victorious - Cofidis - Decathlon AG2R La Mondiale Team - EF Education-EasyPost - Groupama-FDJ - Ineos Grenadiers - Intermarché-Wanty - Lidl-Trek - Movistar Team - Red Bull-BORA-hansgrohe - Soudal Quick-Step - Team Jayco AlUla - Team Picnic-PostNL - Team Visma \| Lease a Bike - UAE Team Emirates XRG - XDS Astana Team ProTeams (7)- Lotto - Israel-Premier Tech - Uno-X Mobility - Q36.5 Pro Cycling Team - Team Flanders-Baloise - Tudor Pro Cycling Team - Wagner Bazin WB |
| |

## Clasificación final
La clasificación finalizó de la siguiente forma:
| \| Clasificación general \| Clasificación general \| Clasificación general \| Clasificación general \| Clasificación general \| \| Ciclista \| Ciclista \| Equipo \| Tiempo \| \| \| --------------------- \| --------------------- \| ---------------------- \| --------------------- \| --------------------- \| \| 1.º \| Tadej Pogačar \| UAE Team Emirates XRG \| 4 h 50 min 15 s \| \| \| 2.º \| Kévin Vauquelin \| Arkéa-B&B Hotels \| + 10 s \| \| \| 3.º \| Thomas Pidcock \| Q36.5 Pro Cycling Team \| + 12 s \| \| \| 4.º \| Lenny Martinez \| Bahrain Victorious \| + 13 s \| \| \| 5.º \| Ben Healy \| EF Education-EasyPost \| + 13 s \| \| \| 6.º \| Santiago Buitrago \| Bahrain Victorious \| + 16 s \| \| \| 7.º \| Romain Grégoire \| Groupama-FDJ \| + 16 s \| \| \| 8.º \| Thibau Nys \| Lidl-Trek \| + 16 s \| \| \| 9.º \| Remco Evenepoel \| Soudal Quick-Step \| + 16 s \| \| \| 10.º \| Mauro Schmid \| Team Jayco AlUla \| + 19 s \| \| |                   |                        |                 |
| |                   |                        |                 |
| |                   |                        |                 |
| Clasificación general |                   |                        |                 |
| Ciclista | Ciclista          | Equipo                 | Tiempo          |
| 1.º | Tadej Pogačar     | UAE Team Emirates XRG  | 4 h 50 min 15 s |
| 2.º | Kévin Vauquelin   | Arkéa-B&B Hotels       | + 10 s          |
| 3.º | Thomas Pidcock    | Q36.5 Pro Cycling Team | + 12 s          |
| 4.º | Lenny Martinez    | Bahrain Victorious     | + 13 s          |
| 5.º | Ben Healy         | EF Education-EasyPost  | + 13 s          |
| 6.º | Santiago Buitrago | Bahrain Victorious     | + 16 s          |
| 7.º | Romain Grégoire   | Groupama-FDJ           | + 16 s          |
| 8.º | Thibau Nys        | Lidl-Trek              | + 16 s          |
| 9.º | Remco Evenepoel   | Soudal Quick-Step      | + 16 s          |
| 10.º | Mauro Schmid      | Team Jayco AlUla       | + 19 s          |

## Ciclistas participantes y posiciones finales
Convenciones:
- AB: Abandono
- FLT: Retiro por llegada fuera del límite de tiempo
- NTS: No tomó la salida
- DES: Descalificado o expulsado

## UCI World Ranking
La Flecha Valona otorgó puntos para el UCI World Ranking para corredores de los equipos en las categorías UCI WorldTeam, UCI ProTeam y Continental. Las siguientes tablas son el baremo de puntuación y los diez ciclistas que obtuvieron más puntos:
| Posición   | 1.º | 2.º | 3.º | 4.º | 5.º | 6.º | 7.º | 8.º | 9.º | 10.º | 11.º | 12.º | 13.º | 14.º | 15.º | 16.º-20.º | 21.º-30.º | 31.º-50.º | 51.º-55.º | 56.º-60.º |
| Puntuación | 400 | 320 | 260 | 220 | 180 | 140 | 120 | 100 | 80  | 68   | 56   | 48   | 40   | 32   | 28   | 24        | 16        | 8         | 4         | 2         |

| Clasificación |                   |                       |        |
| Posición      | Ciclista          | Equipo                | Puntos |
| ------------- | ----------------- | --------------------- | ------ |
| 1.º           | Tadej Pogačar     | UAE Emirates XRG      | 400    |
| 2.º           | Kévin Vauquelin   | Arkéa-B&B Hotels      | 320    |
| 3.º           | Thomas Pidcock    | Q36.5                 | 260    |
| 4.º           | Lenny Martinez    | Bahrain Victorious    | 220    |
| 5.º           | Ben Healy         | EF Education-EasyPost | 180    |
| 6.º           | Santiago Buitrago | Bahrain Victorious    | 140    |
| 7.º           | Romain Grégoire   | Groupama-FDJ          | 120    |
| 8.º           | Thibau Nys        | Lidl-Trek             | 100    |
| 9.º           | Remco Evenepoel   | Soudal Quick-Step     | 80     |
| 10.º          | Mauro Schmid      | Jayco AlUla           | 68     |